# راشيل فنسنت
راشيل فنسنت (بالإنجليزية: Rachel Vincent)‏ (1 يونيو 1978)؛ روائية أمريكية.